# جمعه خوب طولانی
«جمعه خوب طولانی» (انگلیسی: The Long Good Friday) یک فیلم بریتانیایی در سبک جنایی و درام به کارگردانی جان مکنزی است که در سال ۱۹۸۰ منتشر شد. از بازیگران آن می‌توان به باب هاسکینز، هلن میرن، ادی کنستانتین، پل فریمن و پیرس برازنان اشاره کرد.